# Bob Windle
Robert George Windle, detto Bob (Sydney, 7 novembre 1944), è un ex nuotatore australiano.
Specializzato nello stile libero, ha vinto la medaglia d'oro nei 1500 m sl e il bronzo nella staffetta 4x100 m sl ai Giochi olimpici di Tokyo 1964 e le medaglie d'argento nella staffetta 4x200 m sl e di bronzo nella 4x100 m sl ai Giochi olimpici di Città del Messico 1968.
È stato primatista mondiale nei 200 m sl.

## Palmarès
- Olimpiadi
  - Tokyo 1964: oro nei 1500 m sl e bronzo nella 4x100 m sl.
  - Città del Messico 1968: argento nella staffetta 4x200 m sl e bronzo nella 4x100 m sl.
- Giochi dell'Impero e del Commonwealth Britannico
  - 1962 - Perth: oro nella staffetta 4x220 yd sl, argento nelle 1650 yd sl e bronzo nelle 440 yd sl.
  - 1966 - Kingston: oro nelle 440 yd sl e nelle staffette 4x110 yd e 4x220 yd sl.